# ONE SOHO

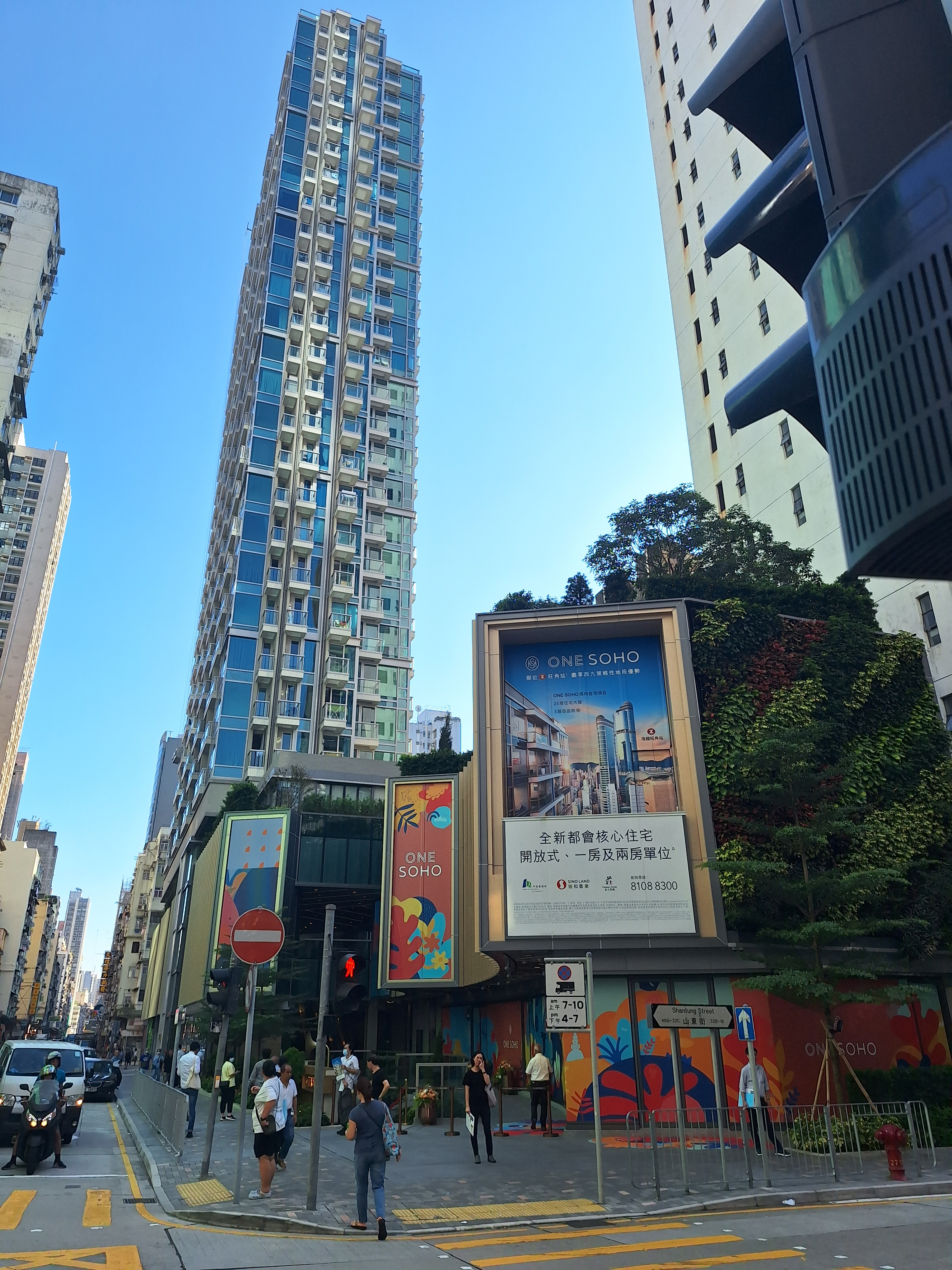
ONE SOHO（2023年11月）

ONE SOHO位於香港九龍旺角山東街32B號的住宅項目，由市區重建局、信和置業及莊士中國合作發展，其中信和置業佔60%權益。項目預計為2023年3月31日落成，示範單位設於奧海城3期商場（已結業）。

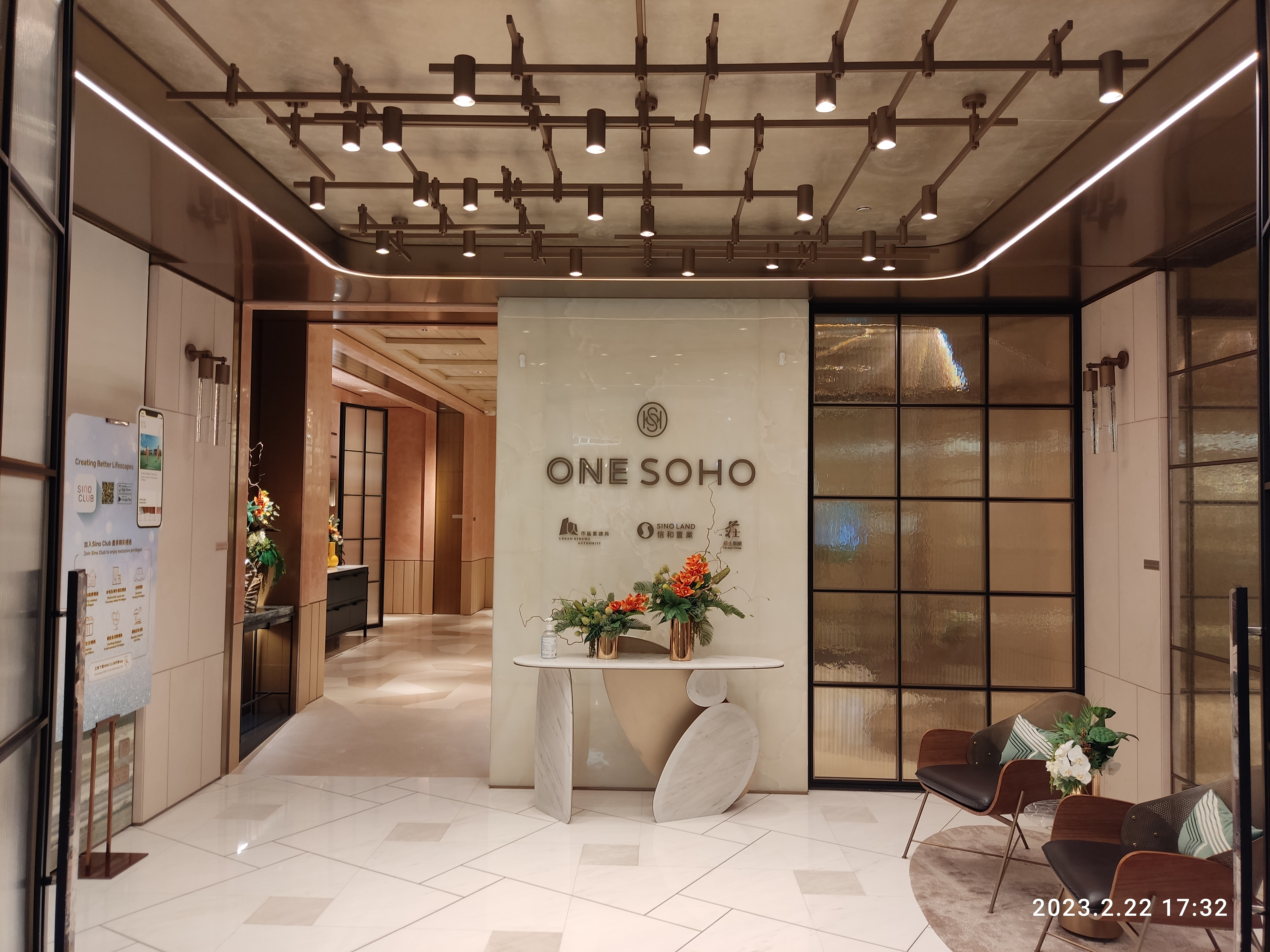
位於奧海城三期的示範單位正門出入口

## 歷史

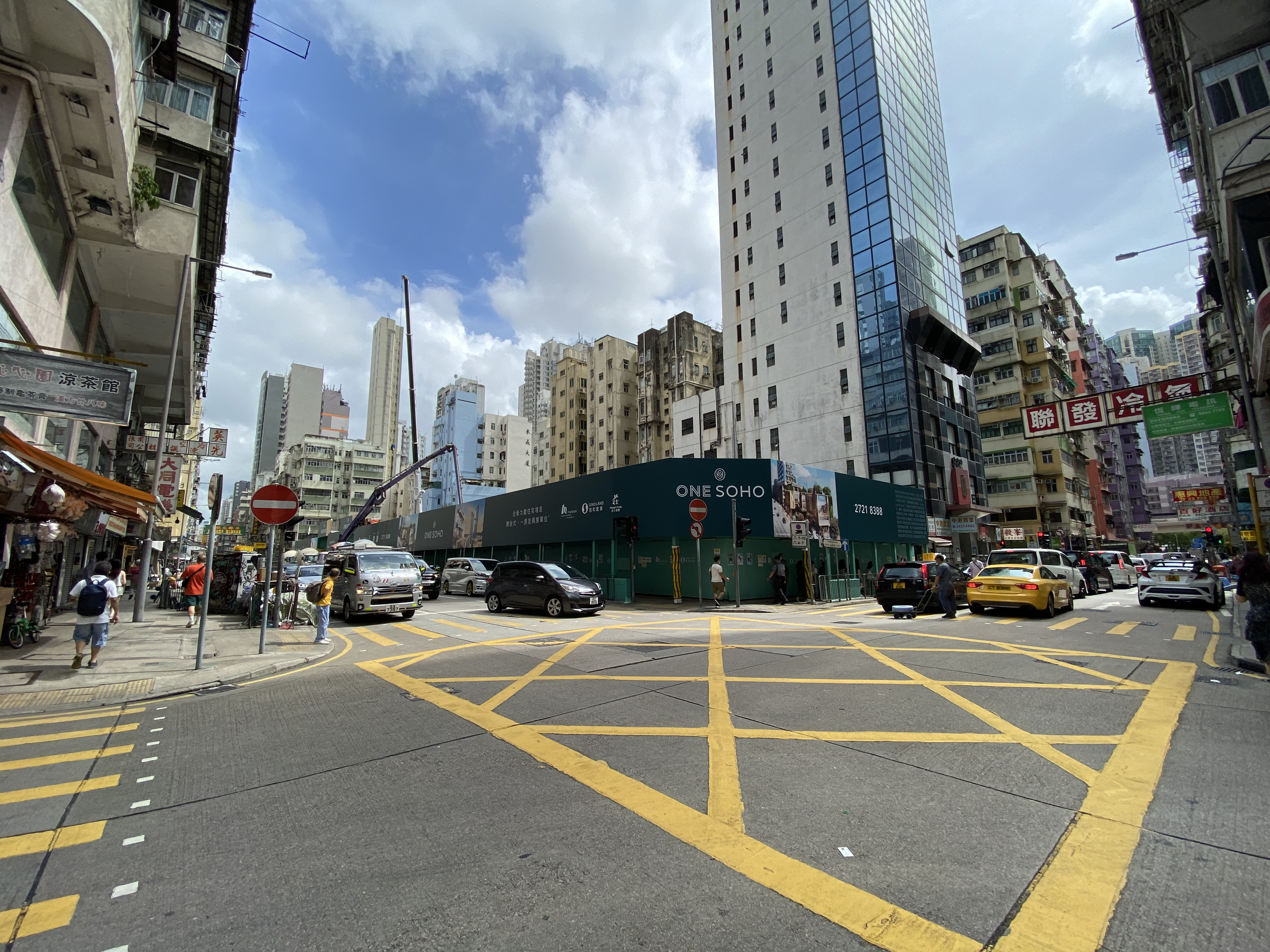
ONE SOHO 地盤（2021年5月）

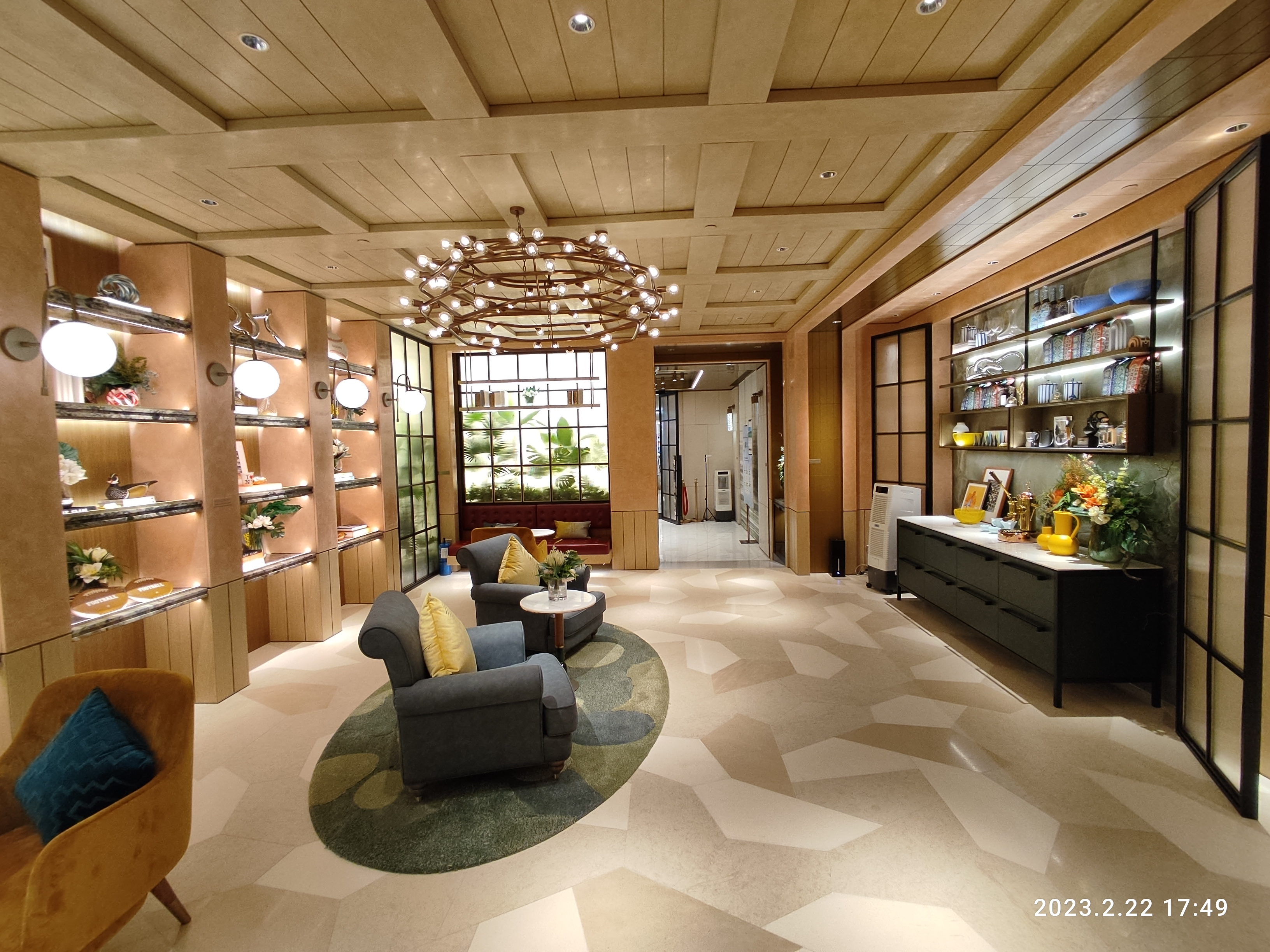
示範單位模擬日後住客會所環境

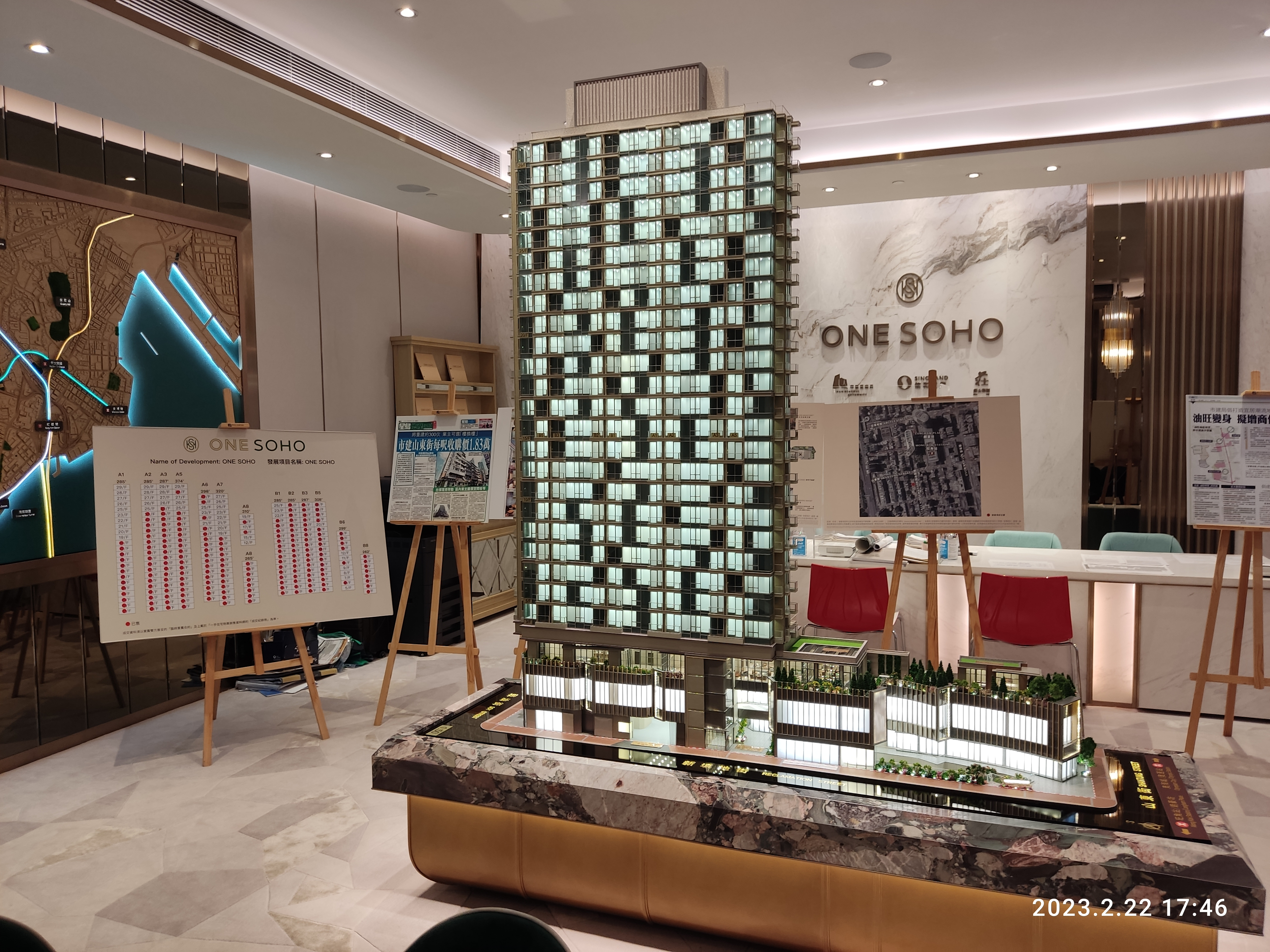
大廈模型

項目屬市建局新填地街╱山東街項目，地盤面積約1,389平方米（約14,951平方呎），於2017年11月初進行招標，最後有多達40個發展商及財團入標競投，為歷來第二多。2017年12月，信和置業及莊士機構合組的財團－泰康發展有限公司，投得項目發展權，但沒有公佈金額。

## 規劃

### 商場
項目於地庫1層至1樓設有3層式商場，名為U Corner，面積約2,085平方米(2.24萬平方呎)，由Höweler + Yoon建築事務所負責設計。外牆採用大型玻璃，並設有下沉式廣場。2023年10月，市建局委託代理推出招標放售三層基座商場連11個商業停車位及2個商業電單車停車位，市場人士預期成交價約4億元。
2025年年中，U Corner開始有食肆進駐，包括咖啡店「骨子裡」、「十常八九」及24小時無人自助拉麵店「Schoodles」。

## 住宅

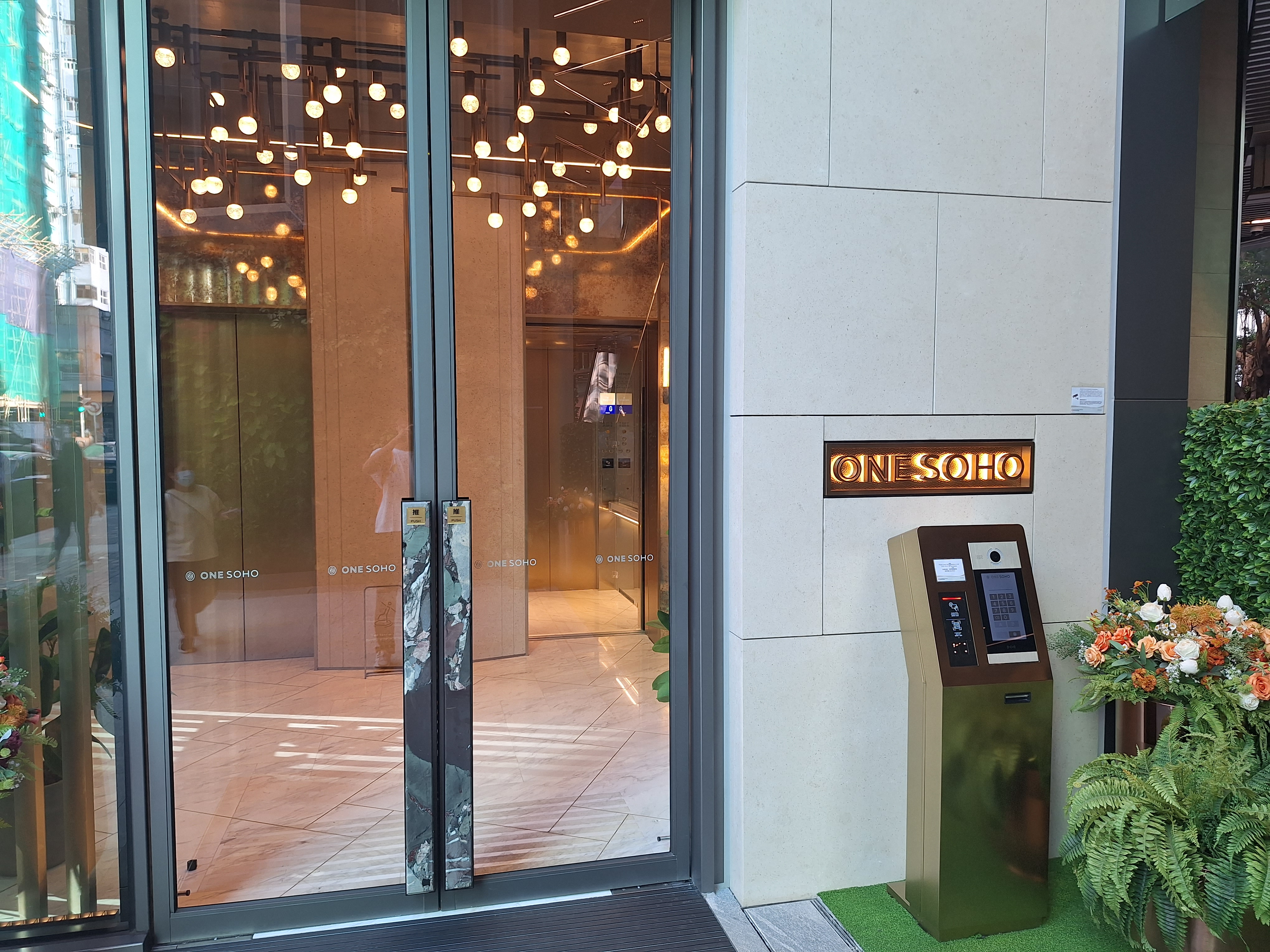
ONE SOHO住客及會所入口

住宅樓高26層，屬單幢式設計，不過內部再分為A和B座。每層設14伙，合共提供322個單位。單位實用面積介乎262至374平方呎，涵蓋開放式至兩房，全部採用開放式廚房設計，大多單位設有露台，少量單位另設工作平台。當中一房戶佔總供應量約85%。而特色單位位於3樓平台戶和頂層29樓連天台戶，合共有7伙。中低層單位主要望旺角周邊樓景或街景為主。
根據市建局招標協議規定，項目需要要多項智能系統，包括智慧眼自動調節冷氣、家居用電、用水量系統、智能顯示屏、家居廢物管理系統、雨水收集循環再用系统及電動車充電裝置等。而發展商亦提供5G通訊、無匙八達通智能信箱、QR Code訪客通行證、手機App預約屋苑服務。

### 住客會所
住客會所位於2樓，佔地超過7000呎，由建築與室內設計事務所via.負責設計。會所分為園景區及康樂活動區。設施包括健身室、閱讀室、宴會廳、室內共享空間及室外園景區。

## 停車場
地庫二樓為停車場。

### 升降機服務
One Soho升降機服務樓層列表（全部為日立升降機）
- 第1座

- 3部：升降機到達地庫1層、地下、1樓、會所、15樓至23樓、25樓至28樓

## 外部連結
- One Soho官方網站 （页面存档备份，存于）